# 賀后罵殿
《贺后骂殿》是京劇傳統劇目，為程硯秋、言菊朋所擅演。

## 剧情简介
宋太祖赵匡胤死后，赵光义继承他兄长赵匡胤登上皇位。贺后对她的夫婿赵匡胤的死因有疑问，于是让她的长子赵德昭上殿对赵光义发起质问，这个举动让赵光义十分恼火，想要斩杀赵德昭，赵德昭便撞死于殿上。随后，贺后带着她的次子赵德芳上殿，在殿上将赵光义的过错一一说了出来，赵光义听闻后认识到了自己的罪过，赏赐给贺后一把尚方剑，同时封赵德芳当了八贤王。